# 分部光邦
分部 光邦（わけべ みつくに）は、江戸時代後期の大名。近江国大溝藩9代藩主。分部家10代。官位は従五位下・若狭守。

## 生涯
天明6年（1786年）6月3日、8代藩主・分部光実の次男として誕生。母は側室の小沢氏。
寛政9年（1797年）9月5日に兄・光弘が死去したため、寛政10年（1798年）4月27日に嫡子とされた。享和2年（1802年）11月15日、11代将軍・徳川家斉に拝謁する。
文化5年（1808年）6月15日、父の死去により跡を継ぐ。同年12月11日、従五位下若狭守に叙任する。文化6年（1809年）に大坂加番役を務めた。
文化7年（1810年）8月に幕命により江戸に出府した。同年9月22日、または9月27日に急死。享年25。このため長男・光寧が2歳で跡を継いだ。

## 系譜
父母
- 分部光実（父）
- 小沢氏 - 側室（母）

正室
- 栄寿院 - 戸田忠翰の娘

子女
- 分部光寧